# Mariano Agate
Mariano Agate (* 19. Mai 1939 in Mazara del Vallo, Sizilien, Italien; † 3. April 2013 ebenda) war ein sizilianischer Mafioso.

## Leben
Mariano Agate war der Boss der Mafia-Familie von Mazara del Vallo und ein Vertreter der ländlichen Cosa Nostra, die seit dem Zweiten Mafiakrieg die Cosa Nostra dominiert. Er unterstützte die Corleonesi, als diese die traditionellen Mafia-Familien in einem blutigen Krieg besiegten, bei dem annähernd 1000 Menschen ums Leben kamen. Den Mord am Ermittlungsrichter Giacomo Montalto ordnete er 1982 selbst an. Beim Mord am Bürgermeister von Castelvetrano, Vito Lipari, war er selbst ein Mitglied des vierköpfigen Killerkommandos, zu dem auch der Boss von Catania, Nitto Santapaola, gehörte. Agate wurde eine wichtige Stütze des „Bosses der Bosse“, Salvatore Riina, der ihm die Macht über das mandamento von Mazara del Vallo gab; ein mandamento umfasst je drei Familien. Durch seine enge Verbindung zu den Corleonesern wurde er auch ein ständiges Mitglied der Kommission.
Agate wurde 1982 wegen Heroinhandels verhaftet. Wegen mehrfachen Mordes verurteilt, trat er eine lebenslange Haftstrafe an. 1991 floh er, als er wegen guter Führung Freigang erhielt. Im Jahr 1992 konnte er erneut verhaftet werden. Nun wurden ihm auch die Morde an den bekannten Ermittlungsrichtern Giovanni Falcone und Paolo Borsellino zur Last gelegt, da Agate Teil der Kommission war, die diese Morde beschloss. Er büßte seine Haftstrafe in einem Hochsicherheitsgefängnis ab. Durch seinen Sohn soll er trotzdem noch eine gewisse Kontrolle über die Familie von Mazara del Vallo gehabt haben. Ihm wurden auch gute Kontakte zur kalabresischen Mafia ’Ndrangheta nachgesagt, mit denen er zusammen im Kokainhandel operierte.
Agate starb am 3. April 2013 in seinem Haus in Mazara del Vallo.  Etwa zehn Tage vor seinem Tod war er wegen seiner schweren Erkrankung unter Hausarrest aus der Haft entlassen worden.

## Belege
1. 1 2  Corriere della Mezzogiorno: Muore il braccio destro di Totò Riina Il questore vieta i funerali pubblici, italienisch, abgerufen am 7. Juni 2014

| Personendaten    | Personendaten          |
| ---------------- | ---------------------- |
| NAME             | Agate, Mariano         |
| KURZBESCHREIBUNG | sizilianischer Mafioso |
| GEBURTSDATUM     | 19. Mai 1939           |
| GEBURTSORT       | Mazara del Vallo       |
| STERBEDATUM      | 3. April 2013          |
| STERBEORT        | Mazara del Vallo       |